# Androzeugma hapala
Androzeugma hapala là một loài bướm đêm trong họ Geometridae.